# Идризово
Идризово (на македонска литературна норма: Идризово) е село в община Гази Баба на Северна Македония.

## География
Селото е разположено в Скопската котловина на левия бряг на Вардар и на практика е квартал на Скопие.

## История
В края на XIX век Идризово е българско село в Скопска каза на Османската империя. Според статистиката на Васил Кънчов („Македония. Етнография и статистика“) към 1900 година в Идризово живеят 90 българи християни и 5 турци.
В началото на XX век цялото село е под върховенството на Българската екзархия. По данни на секретаря на екзархията Димитър Мишев („La Macédoine et sa Population Chrétienne“) през 1905 година в Идризово има 56 българи екзархисти.
След Междусъюзническата война през 1913 година селото влиза в границите на Сърбия.
На етническата си карта от 1927 година Леонард Шулце Йена показва Идризово (Idrizovo) като село с неясен етнически състав.
След създаването на комунистическа Югославия след Втората световна война край Идризово е създаден концентрационен лагер, в който попадат над десет хиляди македонски българи, неотказали се от българщината.
През 1996 година на мястото на дялан оброчен кръст започва да се строи храмът „Въведение Богородично“, завършен през 1998 година.

## Население
Според преброяването от 2002 година Идризово има 1589 жители, а Колония Идризово – 451.
| Националност     | Идризово | Колония Идризово |
| ---------------- | -------- | ---------------- |
| северномакедонци | 686      | 401              |
| албанци          | 774      | 35               |
| турци            | 19       | 4                |
| роми             | 2        | 2                |
| власи            | 0        | 0                |
| сърби            | 8        | 8                |
| бошняци          | 28       | 0                |
| други            | 72       | 1                |
| Общо             | 1589     | 451              |

## Личности
Починали в Идризово
- Илия Чулев (1908 – 1950), български революционер
- Роза Койзеклиева (1902 – 1948), българска революционерка